# 天平山淫羊藿
天平山淫羊藿（学名：Epimedium myrianthum）为小檗科淫羊藿属下的一个种。

## 外部連結
- 淫羊藿定C Epimedin C （页面存档备份，存于） 中草藥化學圖像數據庫 (香港浸會大學中醫藥學院) （中文）（英文）

## 扩展阅读
維基物種上的相關：天平山淫羊藿